# Royal Rumble (2005)
Royal Rumble 2005 est le dix-huitième Royal Rumble de l'histoire de la World Wrestling Entertainment. Il s'est déroulé le 30 janvier 2005 au Save Mart Center de Fresno, Californie, ce qui est la raison de l'utilisation du thème de West Side Story.

## Résultats
- Sunday Night Heat match : Maven def. Rhyno (7:01)
  - Maven a effectué le tombé sur Rhyno avec un roll-up.
- Edge def. Shawn Michaels (18:32)
  - Edge a effectué le tombé sur Michaels avec un petit paquet en tenant les cordes.
- The Undertaker def. Heidenreich dans un Casket match (13:20)
  - Undertaker a placé Heidenreich dans le cercueil après un Tombstone Piledriver.
  - Gene Snitsky et Kane ont tous les deux intérférés dans le match.
- John "Bradshaw" Layfield def The Big Show et Kurt Angle dans un Triple Threat match pour conserver le WWE Championship (12:04)
  - JBL a effectué le tombé sur Angle après une Clothesline from Hell.
  - Orlando Jordan, Doug Basham et Danny Basham sont intervenus en faveur de JBL, Luther Reigns et Mark Jindrak sont quant à eux intervenus en faveur d'Angle.
- Triple H def. Randy Orton pour conserver le World Heavyweight Championship (21:28)
  - Triple H a effectué le tombé sur Orton après un Pedigree.
  - L'Evolution était bannie des alentours du ring pour ce match.
- Batista a remporté le Royal Rumble 2005 (51:27)
  - Les deux derniers participants étaient John Cena et Batista. Batista essayait de prendre Cena avec un Batista Bomb mais était contré avec un headscissors takedown de Cena, envoyant les deux hommes par-dessus la troisième corde et touchant terre en même temps. Pendant que les officiels de RAW et SmackDown! se disputaient au sujet du vainqueur, Vince McMahon décidait de recommencer l'opposition. Batista a envoyé Cena par-dessus la troisième corde après un Spinebuster.

## Entrées et éliminations du Royal Rumble
Le rouge ██ indique une superstar de RAW, le bleu ██ indique une superstar de SmackDown. Un nouvel entrant arrivait approximativement toutes les 90 secondes.
| Entrée | Entrant           | Division | Ordre d'élimination | Éliminé par                                                                    | Temps |
| ------ | ----------------- | -------- | ------------------- | ------------------------------------------------------------------------------ | ----- |
| 1      | Eddie Guerrero    | SD!      | 11                  | Edge                                                                           | 28:11 |
| 2      | Chris Benoit      | Raw      | 25                  | Ric Flair                                                                      | 47:26 |
| 3      | Daniel Puder      | SD!      | 1                   | Hardcore Holly                                                                 | 4:09  |

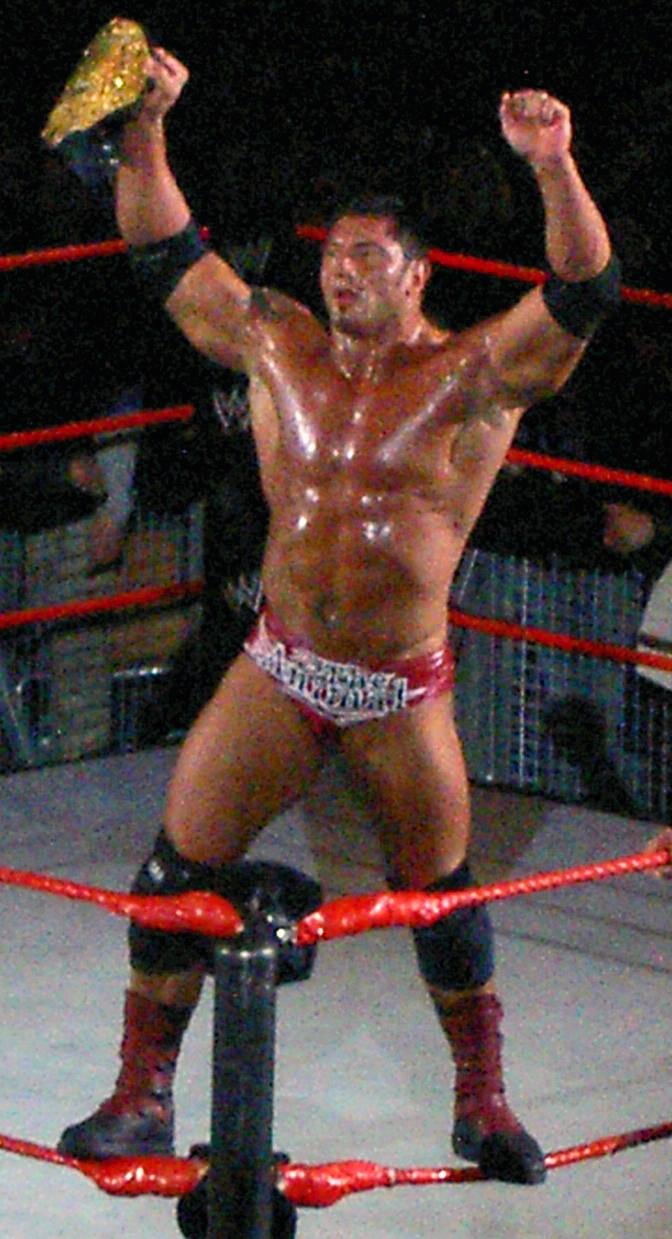
Batista, vainqueur du Royal Rumble et qui remportera le titre a WM21.

| 4      | Hardcore Holly    | SD!      | 2                   | Chris Benoit et Eddie Guerrero                                                 | 1:59  |
| 5      | The Hurricane     | Raw      | 3                   | Chris Benoit et Eddie Guerrero                                                 | 1:04  |
| 6      | Kenzo Suzuki      | SD!      | 4                   | Rey Mysterio                                                                   | 3:31  |
| 7      | Edge              | SD!      | 28                  | Batista et John Cena                                                           | 40:19 |
| 8      | Rey Mysterio      | SD!      | 27                  | Edge                                                                           | 38:25 |
| 9      | Shelton Benjamin  | Raw      | 10                  | Edge                                                                           | 14:35 |
| 10     | Booker T          | SD!      | 9                   | Eddie Guerrero et Rey Mysterio                                                 | 10:42 |
| 11     | Chris Jericho     | Raw      | 21                  | Batista                                                                        | 28:22 |
| 12     | Luther Reigns     | SD!      | 7                   | Booker T                                                                       | 7:13  |
| 13     | Muhammad Hassan   | Raw      | 5                   | Edge, Chris Jericho, Chris Benoit, Booker T, Shelton Benjamin et Luther Reigns | 0:54  |
| 14     | Orlando Jordan    | SD!      | 8                   | Booker T                                                                       | 3:36  |
| 15     | Scotty 2 Hotty    | SD!      | 6                   | Attaqué par Muhammad Hassan lors de son arrivée                                | 0:00  |
| 16     | Charlie Haas      | SD!      | 13                  | Shawn Michaels                                                                 | 6:20  |
| 17     | René Duprée       | SD!      | 16                  | Chris Jericho                                                                  | 11:32 |
| 18     | Simon Dean        | Raw      | 12                  | Shawn Michaels                                                                 | 0:20  |
| 19     | Shawn Michaels    | Raw      | 15                  | Kurt Angle                                                                     | 4:56  |
| 20     | Kurt Angle        | SD!      | 14                  | Shawn Michaels                                                                 | 0:37  |
| 21     | Jonathan Coachman | Raw      | 23                  | Ric Flair                                                                      | 13:48 |
| 22     | Mark Jindrak      | SD!      | 19                  | Kane                                                                           | 8:15  |
| 23     | Viscera           | Raw      | 17                  | John Cena                                                                      | 3:00  |
| 24     | Paul London       | SD!      | 18                  | Snitsky                                                                        | 3:15  |
| 25     | John Cena         | SD!      | 29                  | Batista                                                                        | 15:28 |
| 26     | Snitsky           | Raw      | 20                  | Batista                                                                        | 3:38  |
| 27     | Kane              | Raw      | 22                  | John Cena                                                                      | 3:54  |
| 28     | Batista           | Raw      | -                   | Vainqueur                                                                      | 10:54 |
| 29     | Christian         | Raw      | 24                  | Batista                                                                        | 2:09  |
| 30     | Ric Flair         | Raw      | 26                  | Edge                                                                           | 1:58  |

Chris Benoit et Eddie Guerrero ont travaillé une partie du match ensemble pour pouvoir se retrouver face-à-face et s'affronter sans gêneurs.
- C'est Chris Benoit qui est resté le plus longtemps avec 47,26 Minutes (C'est la deuxième année consécutive qu'il est le catcheur à rester le plus longtemps).
- Simon Dean est resté le moins longtemps, avec 20 secondes.
- Edge et Batista ont éliminé le plus de lutteurs (5).
- Lorsque Mohammed Hassan a fait son entrée dans le ring, il a été attaqué par tous les catcheurs présents dans le ring à ce moment-là.
- Ce fut le dernier Royal Rumble d'Eddie Guerrero
- Batista et John Cena sont tombés en même temps alors le match fut relancé et Batista a éliminé Cena.
- Mr. McMahon s'est blessé au genou en voulant monter sur le ring.